# Todd Day
Todd Fitzgerald Day (Decatur, Illinois; 7 de enero de 1970) es un exjugador de baloncesto estadounidense que disputó ocho temporadas en la NBA. Posteriormente jugó en la CBA, ABA 2000, en Italia, Argentina, Catar, Chipre y Líbano. Con 1,98 metros de estatura, jugaba en la posición de escolta.

## Trayectoria deportiva

### High School
Day jugó por su padrastro, Ted Anderson, en el Memphis's Hamilton High School, donde participó en el McDonald's All-American en 1988. También fue nombrado All-State y All-District durante su etapa en el instituto.

### Universidad
Tras dejar el instituto, Day asistió a la Universidad de Arkansas durante cuatro años. En los Razorbacks rompió el récord de anotación Sidney Moncrief al anotar 2395 en su carrera universitaria. En su primer año fue incluido en el Southwestern Conference Newcomer Team, y en la temporada siguiente llegó con Arkansas hasta la Final Four de la NCAA. En sus dos últimos años fue incluido en el All-America (en el segundo equipo en 1991 y en el tercero en 1992), además de liderar a los Razorbacks al título de la Southeastern Conference en 1992. Su promedió de 22,7 puntos por partido fue el tercer mejor en la historia de la universidad.
Day también batió otros récords, incluido el de puntos totales (2.395) y puntos en una temporada (786). Junto con su compañero Lee Mayberry eran conocidos como "MayDay Connection" por los aficionados de los Razorbacks.

### Profesional
Fue seleccionado en la 8.ª posición del Draft de la NBA de 1992 por Milwaukee Bucks, mientras que Mayberry fue elegido en la 23.ª por el mismo equipo. Day promedió 13.8 puntos y 4.1 rebotes en su primera temporada en la NBA, perdiéndose 11 partidos por una lesión de codo. En su tercera campaña en el equipo disputó los 82 partidos de la temporada regular, jugando 81 de ellos como titular y firmando unos notables 16 puntos y 3.9 rebotes en 33.1 minutos de juego. Al poco tiempo de comenzar la temporada 1995-96 fue traspasado a Boston Celtics junto con Alton Lister a cambio de Sherman Douglas. Al mes siguiente anotó 41 puntos ante Minnesota Timberwolves, su mejor marca en la NBA, e igualó el récord de la franquicia de más puntos en un cuarto (24) que ostentaban Paul Pierce y Larry Bird. En los Celtics militó un año más, promediando 14.5 puntos por noche, y en la siguiente temporada jugó 5 partidos en Miami Heat con un rol secundario.
Los dos años siguientes los pasó en el Scavolini Pesaro italiano y en La Crosse Bobcats de la CBA. Regresó a la NBA jugando en Phoenix Suns y Minnesota Timberwolves desde 1999 hasta 2001. En la temporada 2004-05 fichó por Arkansas Rimrockers de la ABA 2000 y lideró al equipo a un récord de 32-5 en su debut en la liga, además de vencer en la final del campeonato a Bellevue Blackhawks por 118-103. Day finalizó el encuentro con 32 puntos y 6 robos, y durante la temporada promedió 21.2 puntos y 5.5 rebotes. Fue nombrado en el mejor quinteto de la ABA y disputó el All-Star Game. Posteriormente jugó en el Rayyan de Catar, con quien ganó el campeonato de Asia de la FIBA en 2005, anotando 24 puntos en la final ante el Fastlink de Jordania. Tras pasar por el APOEL B.C. de Chipre y por el Argentino de Junín de Argentina, regresó a la ABA, esta vez con Arkansas Aeros para la campaña 2006-07. Day también jugó por una temporada en los Harlem Globetrotters y en el Blue Stars del Líbano.
Tras retirarse del baloncesto profesional, Day fue nombrado en diciembre de 2007 entrenador de Arkansas Impact de la Premier Basketball League, y en 2008 fue incluido en el Arkansas Sports Hall of Fame.

### Selección nacional
En 1990 disputó el Mundial de Argentina con la selección estadounidense, ganando la medalla de bronce. Promedió 6,3 puntos por encuentro durante el campeonato.

## Estadísticas de su carrera en la NBA

### Temporada regular
| Temporada | Edad | Equipo                 | Liga | P   | TIT | MIN  | TC  | TCA  | %TC  | 3P  | 3PA | %3P  | TL  | TLA | %TL  | R.OF. | R.DEF. | REB | ASIS | ROB | TAP | PER | FP  | PTS  |
| 1992-93   | 23   | Milwaukee Bucks        | NBA  | 71  | 37  | 27.2 | 5.0 | 11.7 | .432 | 0.8 | 2.6 | .293 | 3.0 | 4.2 | .717 | 2.0   | 2.1    | 4.1 | 1.6  | 1.1 | 0.7 | 1.7 | 3.1 | 13.8 |
| 1993-94   | 24   | Milwaukee Bucks        | NBA  | 76  | 39  | 28.0 | 4.6 | 11.1 | .415 | 0.4 | 1.9 | .223 | 3.0 | 4.4 | .698 | 1.5   | 2.6    | 4.1 | 1.8  | 1.4 | 0.7 | 1.7 | 2.9 | 12.7 |
| 1994-95   | 25   | Milwaukee Bucks        | NBA  | 82  | 81  | 33.1 | 5.4 | 12.8 | .424 | 2.0 | 5.1 | .390 | 3.1 | 4.2 | .754 | 1.2   | 2.8    | 3.9 | 1.6  | 1.3 | 0.8 | 1.9 | 3.5 | 16.0 |
| 1995-96   | 26   | TOTAL                  | NBA  | 79  | 12  | 22.9 | 3.8 | 10.3 | .366 | 1.3 | 3.8 | .331 | 2.8 | 3.6 | .780 | 0.9   | 1.9    | 2.8 | 1.4  | 1.0 | 0.6 | 1.4 | 2.8 | 11.7 |
| 1995-96   | 26   | Milwaukee Bucks        | NBA  | 8   | 0   | 21.4 | 2.8 | 8.9  | .310 | 0.6 | 3.1 | .200 | 3.0 | 3.3 | .923 | 1.0   | 1.8    | 2.8 | 0.6  | 0.5 | 0.4 | 1.4 | 3.4 | 9.1  |
| 1995-96   | 26   | Boston Celtics         | NBA  | 71  | 12  | 23.0 | 3.9 | 10.5 | .371 | 1.3 | 3.9 | .343 | 2.8 | 3.7 | .766 | 0.9   | 2.0    | 2.8 | 1.4  | 1.1 | 0.7 | 1.4 | 2.8 | 12.0 |
| 1996-97   | 27   | Boston Celtics         | NBA  | 81  | 27  | 28.1 | 4.9 | 12.3 | .398 | 1.6 | 4.3 | .362 | 3.2 | 4.1 | .773 | 1.3   | 2.7    | 4.1 | 1.4  | 1.3 | 0.6 | 1.6 | 2.6 | 14.5 |
| 1997-98   | 28   | Miami Heat             | NBA  | 5   | 0   | 13.8 | 2.2 | 6.2  | .355 | 0.4 | 2.4 | .167 | 1.2 | 1.8 | .667 | 0.8   | 0.4    | 1.2 | 1.4  | 1.4 | 0.0 | 0.6 | 2.0 | 6.0  |
| 1999-00   | 30   | Phoenix Suns           | NBA  | 58  | 1   | 16.2 | 2.2 | 5.7  | .394 | 1.1 | 2.8 | .388 | 1.2 | 1.9 | .667 | 0.5   | 1.7    | 2.2 | 1.1  | 0.8 | 0.4 | 0.9 | 2.2 | 6.8  |
| 2000-01   | 31   | Minnesota Timberwolves | NBA  | 31  | 0   | 11.1 | 1.4 | 3.8  | .373 | 0.8 | 2.2 | .377 | 0.6 | 0.7 | .783 | 0.3   | 0.9    | 1.2 | 0.9  | 0.3 | 0.2 | 0.8 | 1.7 | 4.3  |
| Total     |      |                        | NBA  | 483 | 197 | 25.3 | 4.2 | 10.4 | .406 | 1.2 | 3.4 | .345 | 2.6 | 3.6 | .739 | 1.2   | 2.2    | 3.4 | 1.5  | 1.1 | 0.6 | 1.5 | 2.8 | 12.3 |

### Playoffs
| Temporada | Edad | Equipo       | Liga | P | MIN | TCA | TC | 3PA | 3P | TLA | TL | R.OF. | REB | ASIS | ROB | TAP | PER | FP | PTS | %TC  | %3P  | %FT  | MIN  | PTS | REB | AST |
| 1999-00   | 30   | Phoenix Suns | NBA  | 9 | 100 | 16  | 35 | 5   | 16 | 5   | 10 | 6     | 10  | 4    | 4   | 1   | 4   | 24 | 42  | .457 | .313 | .500 | 11.1 | 4.7 | 1.1 | 0.4 |
| Total     |      |              | NBA  | 9 | 100 | 16  | 35 | 5   | 16 | 5   | 10 | 6     | 10  | 4    | 4   | 1   | 4   | 24 | 42  | .457 | .313 | .500 | 11.1 | 4.7 | 1.1 | 0.4 |